# Max Kilman
Maximilian William Kilman (* 23. května 1997 Londýn) je anglický profesionální fotbalista, který hraje na pozici středního obránce za anglický klub Wolverhampton Wanderers.
Kilman odehrál 25 utkání za anglickou futsalovou reprezentaci. Oba jeho rodiče jsou Ukrajinci, a jejich prostřednictvím se pokoušel reprezentovat Ukrajinu na mezinárodní úrovni, nicméně FIFA jeho žádost o změnu národnosti zamítla.

## Klubová kariéra
Kilman začal svou kariéru v akademii Fulhamu. Jako teenager se připojil k futsalovému klubu Genesis Futsal Club, nicméně zároveň stále pokračoval i ve fotbale. Později se připojil k akademii Gillinghamu před přesunem do Maidenheadu United v roce 2015. Kilman odešel v létě 2016 na roční hostování do Marlow FC.
Kilman se následně vrátil do Maidenheadu, kde debutoval v prvním kole sezóny 2017/18 proti Maidstone United, přičemž stále pokračoval i ve své futsalové kariéře, když podepsal smlouvu s londýnským klubem Helvécia. Za Maidenhead odehrál 42 zápasů; v srpnu 2018 přestoupil do prvoligového Wolverhamptonu Wanderers za nezveřejněný poplatek.

### Wolverhampton Wanderers
Dne 9. srpna 2018 přestoupil Kilman do anglického prvoligového klubu Wolverhamptonu Wanderers. Nejprve hrál za tým do 23 let, se kterým se mu podařilo postoupit do nejvyšší soutěže. V A-týmu Kilman debutoval 4. května 2019, když v nastavení druhého poločasu ligového utkání proti Fulhamu vystřídal Willyho Bolyho. Kilman odehrál první celé utkání 15, srpna 2019, a to odvetný zápas třetího předkola Evropské ligy proti arménskému Pjuniku Jerevan.
Dne 21. dubna 2020 prodloužil Kilman smlouvu s Wolves až do léta 2022. Kilman poprvé nastoupil do dvou po sobě jdoucích ligových zápasů v říjnu 2020. V utkání proti Leedsu United asistoval na jediný gól utkání Raúlovi Jiménezovi a byl zvolen hráčem utkání podle BBC Sport i Sky Sports.
Dne 21. října 2020, dva dny po utkání proti Leedsu, podepsal Kilman tříleté prodloužení smlouvy do léta 2025. 1. listopadu vstřelil Kilman úvodní gól zápasu proti Evertonu, který skončil vítězstvím 2:1, když hlavičkou proměnil rohový kop Rayana Aït-Nouriho. Byl to, v jeho 44. zápase za klub, jeho první gól v Premier League. O čtyři dny později podepsal Kilman novou smlouvu do roku 2026.

## Reprezentační kariéra
Kilman debutoval v anglické futsalové reprezentaci, za kterou odehrál celkem 25 utkání, v roce 2015, ve věku 18 let. Kilman ukončil futsalovou kariéru v srpnu 2018, a to když podepsal profesionální smlouvu s Wolves. Prostřednictvím svých rodičům měl také možnost reprezentovat Ukrajinu.
V březnu 2021 oznámil ukrajinský trenér Andrij Ševčenko, že formálně požádal FIFA o změnu Kilmanovy národnosti na ukrajinskou. Dne 7. dubna 2021 FIFA žádost zamítla a uvedla, že kvůli Kilmanovu reprezentování Anglii v mezinárodních soutěžních futsalových zápasech ho váže k reprezentaci Anglie v jakékoli formě fotbalu.

## Statistiky
K 15. lednu 2022
| Kluv                    | Sezóna  | Liga                  | Liga   | Liga | FA Cup | FA Cup | EFL Cup | EFL Cup | Ostatní | Ostatní | Celkem | Celkem |
| Kluv                    | Sezóna  | Liga                  | Zápasy | Góly | Zápasy | Góly   | Zápasy  | Góly    | Zápasy  | Góly    | Zápasy | Góly   |
| ----------------------- | ------- | --------------------- | ------ | ---- | ------ | ------ | ------- | ------- | ------- | ------- | ------ | ------ |
| Maidenhead United       | 2015/16 | National League South | 0      | 0    | 0      | 0      | —       | —       | 0       | 0       | 0      | 0      |
| Maidenhead United       | 2016/17 | National League South | 0      | 0    | 0      | 0      | —       | —       | 2       | 0       | 2      | 0      |
| Maidenhead United       | 2017/18 | National League       | 33     | 1    | 1      | 0      | —       | —       | 5       | 0       | 39     | 1      |
| Maidenhead United       | 2018/19 | National League       | 1      | 0    | 0      | 0      | —       | —       | 0       | 0       | 1      | 0      |
| Maidenhead United       | Celkem  | Celkem                | 34     | 1    | 1      | 0      | 0       | 0       | 7       | 0       | 42     | 1      |
| Marlow (loan)           | 2016/17 | Southern League       | 30     | 2    | 0      | 0      | —       | —       | 0       | 0       | 30     | 2      |
| Wolverhampton Wanderers | 2018/19 | Premier League        | 1      | 0    | 0      | 0      | 0       | 0       | —       | —       | 1      | 0      |
| Wolverhampton Wanderers | 2019/20 | Premier League        | 3      | 0    | 1      | 0      | 2       | 0       | 5       | 0       | 11     | 0      |
| Wolverhampton Wanderers | 2020/21 | Premier League        | 18     | 0    | 2      | 0      | 0       | 0       | —       | —       | 20     | 0      |
| Wolverhampton Wanderers | 2021/22 | Premier League        | 20     | 1    | 1      | 0      | 2       | 0       | —       | —       | 23     | 1      |
| Wolverhampton Wanderers | Celkem  | Celkem                | 42     | 1    | 4      | 0      | 4       | 0       | 5       | 0       | 55     | 0      |
| Celkem                  | Celkem  | Celkem                | 106    | 4    | 5      | 0      | 4       | 0       | 12      | 0       | 127    | 4      |